# Viejo en la taberna
El viejo en la taberna o Anciano en la taberna es una pintura de género del artista nacido en Oudenaarde Adriaen Brouwer. El panel fue pintado en el período de Brouwer en Amberes (ca. 1631-1638) y se encuentra en el Museo Real de Bellas Artes de la ciudad.

## Presentación
El trabajo, en óleo sobre tabla, es con sus 34,9 x 28 cm bastante grande para lo habitual en Brouwers. Para los estándares del artista, es una escena serena, sin peleas tabernarias de aldeanos o bebedores. Muestra a un anciano de perfil durmiendo sentado frente a una estufa, la jarra cerca en el suelo. Al fondo, el tabernero intenta seducir a la sirvienta del establecimiento. Son observados por un hombre cuya cabeza asoma desde una ventana que se abre justo sobre ellos.
La pintura de género fue altamente apreciada en los Países Bajos, tanto en Flandes como en Holanda, a lo largo de todo el siglo XVII, plasmando escenas de la vida cotidiana con realismo pero con fondo y simbolismo moralizantes. Destinada a las clases más elevadas, las escenas ambientadas entre las clases bajas campesinas, tabernas y posadas iniciadas por Brueghel y sus seguidores, despertaban su comicidad mostrando a los aldeanos como personas ignorantes, promiscuas y toscas, pero también ocultaban una carga de crítica social que hizo que el rey absolutista Luis XIV las despreciara, calificándolas de "mamarrachadas".
Viejo en una taberna procede de la colección de los condes de Bergeyck, lo que sugiere que originalmente debió de ser una de las diecisiete obras de Brouwer propiedad de Rubens. Helene Fourment, la viuda de Rubens, se volvió a casar con Jean Baptiste de Brouchove, conde van Bergeyck (1621-1681).

## Colección Flanders
A mediados de 2008, la Comunidad Flamenca adquirió el óleo Viejo en una taberna por la suma de 742.000 euros. La obra fue cedida al Museo Real de Bellas Artes de Amberes, donde se le dio un lugar en la exposición permanente Van Brouwer tot De Braekeleer. La compra hizo que la obra pasara a formar parte de la Colección Flanders.